# Ziya Pasza
Abdul Hamid Ziyaeddin, znany jako Ziya Pasza (ur. 1825 w Stambule, zm. 17 maja 1880 w Adanie) – osmański pisarz, publicysta polityczny i działacz Ruchu Młodoosmańskiego.
Pochodził z bogatej urzędniczej rodziny. W młodości rozpoczął sam karierę urzędnika. Pełnił między innymi funkcję gubernatora Cypru. Z Ruchem Młodoosmańskim związał się przez swą niechęć do władzy wielkiego wezyra Alego Paszy w latach 60. XIX wieku. W roku 1867 opuścił ojczyznę i wyjechał wraz z Namıkiem Kemalem do Paryża, a następnie do Londynu, gdzie wydawał gazetę Hürriyet (Wolność). Pisywał także złośliwe wiersze obrażające sułtańskich urzędników wyższego szczebla.
Do Turcji powrócił na krótko przed śmiercią w roku 1880; pełnił wówczas funkcje gubernatora w mieście Adana, w którym zmarł.

## Twórczość
- Terkîb-i Bend
- Zafername
- Şi’ir ve inşâ
- Hârâbat